# 曾振
曾振（14世紀—15世紀），字者思，號坦齋，江西南昌府進賢縣三十八都人，明朝政治人物。

## 生平
曾振是洪武二十六年（1393年）的舉人，授汾州學正，調任桂陽州，永樂年間考績前往南京，適逢給事中開缺代理科事，很快補任泉州府教授，召入翰林院與修《五經四書性理大全》，學士胡廣、楊榮等人很是器重他，事成後獲賞賜回任，不少名士大夫出自其門。宣德初年秩滿以病辭官，以清修教導子孫，有《遊衡集》、《鳴泉集》、《歸田集》流傳。

## 引用
1. 1 2  康熙《進賢縣志·卷十四·人物志一》：曾振，字者思，號坦齋，洪武癸酉以《春秋》魁于鄉，授汾州學正，復除桂陽州；永樂間考績至京，適給事中缺攝科事，尋補泉州府教授，召入翰林與修四書五經性理大全，學士胡文穆、楊文敏諸公深器之，事竣賞賚還任，名士大夫出其門者甚眾。宣德初秩滿引疾歸，以清修訓子若孫，所著有《遊衡集》、《鳴泉集》、《歸田集》。